# 安定郡
安定郡，中國古郡名。在今宁夏回族自治区、甘肃省境。治所在高平（今宁夏固原）。

## 历史

### 周朝
東周時，緄夷領土位於至隴山以西。西漢楊惲〈報會宗書〉記載，安定郡一帶部分的山谷曾經為昆夷的領土。

### 漢代安定郡
漢武帝元鼎三年（前114年）分北地郡置。郡治在高平縣（今宁夏回族自治区固原市），屬涼州刺史部。漢成帝绥和元年（前8年），領二十一縣：高平、復累、安俾、撫夷、朝那、涇陽、臨涇、鹵、烏氏、陰密、安定、參欒、三水、陰槃、安武、袓厲、爰得、眴卷、彭陽、鶉陰、月氏道。其轄境大致相當於今宁夏回族自治区中南部、甘肅省平涼市、白銀市北部和東部及鎮原縣一帶。境內有蕭關。漢平帝元始二年（2年），有42725戶，143294人。
東漢時有羌亂，永初五年（111年）內徙右扶風美陽縣，永建四年（129年）復還；永和六年（141年）十月再次內徙右扶風，建和年間復還。初領高平、復累、安俾、撫夷、朝那、涇陽、臨涇、鹵、烏氏、陰密、安定、參欒、三水、陰槃、安武、袓厲、爰得、眴卷、彭陽、鶉陰、月氏道21縣，永和五年（140年）以前省併復累、安俾、撫夷、涇陽、鹵、陰密、安定、安武、爰得、眴卷、月氏道11縣；永初五年（111年）左右，鸇陰、租厲2縣移屬武威郡；永建四年（129年），參欒縣移屬北地郡，北地郡鶉觚縣來隸。漢順帝永和五年（140年），領臨涇、高平、朝那、烏枝、三水、陰盤、彭陽、鶉觚八縣，有6094戶，29060人。延熹四年（161年）左右復置涇陽縣；中平年間末，陰盤縣移寄治京兆尹新豐縣，故地遂廢；興平元年（194年）分鶉觚縣置新平郡。東漢末領臨涇、高平、朝那、烏枝、三水、彭陽6縣。北魏時治安定縣。

### 隋代安定郡
隋朝初年，改泾州为安定郡。户七万六千二百八十一，下辖七县：安定县、鹑觚县、阴盘县、朝那县、良原县、临泾县、华亭县。唐朝时，又改为泾州，天宝时，改泾州为安定郡。户三万一千三百六十五，口十八万六千八百四十九。下辖五县：安定县、灵台县、临泾县、良原县、潘原县。至德元年（756年），改安定县为保定县，安定郡为保定郡。乾元元年（758年）改泾州。

## 行政区划

### 隋朝
| 县名   | 现在地名 | 简介                                                             | 备注 |
| ------ | -------- | ---------------------------------------------------------------- | ---- |
| 安定县 |          | 带郡。                                                           |      |
| 鹑觚县 |          | 旧置赵平郡。北周废郡。并以宜禄县入焉。大业初分置灵台县，二年废。 |      |
| 阴盘县 |          | 北魏置平凉郡，开皇初郡废。有卢水。                               |      |
| 朝那县 |          | 西魏置安武郡，及析置安武县。开皇三年郡县并废入焉。               |      |
| 良原县 |          | 大业初年置。                                                     |      |
| 临泾县 |          | 大业初年置，初曰湫谷，寻改焉。                                   |      |
| 华亭县 |          | 大业初年置。有陇水、芮水。                                       |      |

### 唐朝
| 县名   | 现在地名 | 简介                                                                     | 备注 |
| ------ | -------- | ------------------------------------------------------------------------ | ---- |
| 保定县 |          | 上。本安定县，至德元载更名，广德元年没于吐蕃，大历三年复置。有折墌故城。 |      |
| 灵台县 |          | 上。本鹑觚县，天宝元年更名。                                             |      |
| 临泾县 |          | 中。                                                                     |      |
| 良原县 |          | 上。兴元二年没吐蕃，贞元四年复置。                                       |      |
| 潘原县 |          | 中。本阴盘县，天宝元年更名，后省为彰信堡，贞元十一年复置。               |      |

## 人物
- 盧芳，安定三水人。東漢初割據五原、朔方一帶，後亡入匈奴。
- 梁冀，安定烏氏人，東漢外戚、大將軍。
- 胡遵，安定臨涇（今甘肅省鎮原縣）人，三國時期魏國武將。
- 皇甫謐，安定朝那人。西晉方士、史學家、醫學家。
- 胡義周，安定臨涇人，十六國時期夏国黃門侍郎、秘書監。
- 胡國珍，安定臨涇人，北魏大臣。
- 北魏宣武靈皇后，胡氏，安定臨涇人。
- 皇甫璠，安定三水人。北魏涇州刺史，仕北周官至隨州刺史。

### 引用
1. ↑  《史記》〈匈奴列傳〉：「當是之時，秦晉為彊國。晉文公攘戎翟，居于河西圁、洛之閒，號曰赤翟、白翟。秦穆公得由余，西戎八國服於秦，故自隴以西有綿諸、緄戎、翟、獂之戎，岐、梁山、涇、漆之北有義渠、大荔、烏氏、朐衍之戎。而晉北有林胡、樓煩之戎，燕北有東胡、山戎。各分散居谿谷，自有君長，往往而聚者百有餘戎，然莫能相一。」
2. ↑  《漢書》卷66〈公孫劉田王楊蔡陳鄭傳〉：「忠弟惲，字子幼。……〈報會宗書〉曰：『……頃者，足下離舊土，臨安定，安定山谷之間，昆戎舊壤，子弟貪鄙，豈習俗之移人哉？於今乃睹子之志矣。方當盛漢之隆，願勉旃，毋多談。』」
3. ↑  鶉觚，故屬北地。 《續漢志 卷二十三 郡國五》
4. ↑  周振鶴《東漢政區地理》，頁153.
5. ↑  《太平寰宇記 卷三十四 邠州宜祿縣下》